# Edessa, Grekland
Edessa (grek:Έδεσσα) är huvudort i prefekturen Nomós Péllis i provinsen Mellersta Makedonien i Grekland. Invånarantal 25.000. Edessa var en betydande stad under delar av antiken.